# Ленчиця (гміна)
Гміна Ленчиця (пол. Gmina Łęczyca) — сільська гміна у центральній Польщі. Належить до Ленчицького повіту Лодзинського воєводства.
Станом на 31 грудня 2011 у гміні проживало 8548 осіб.

## Площа
Згідно з даними за 2007 рік площа гміни становила 150.80 км², у тому числі:
- орні землі: 85.00%
- ліси: 6.00%

Таким чином, площа гміни становить 19.48% площі повіту.

## Населення
Станом на 31 грудня 2011:
| Опис     | Загалом | Загалом | Чоловіки | Чоловіки | Жінки | Жінки |
| -------- | ------- | ------- | -------- | -------- | ----- | ----- |
| одиниця  | осіб    | %       | осіб     | %        | осіб  | %     |
| все      | 8548    | 100     | 4245     | 49.66    | 4303  | 50.34 |
| міське   | 0       | 100     | 0        |          | 0     |       |
| сільське | 8548    | 100     | 4245     | 49.66    | 4303  | 50.34 |

## Сусідні гміни
Гміна Ленчиця межує з такими гмінами: Вартковіце, Вітоня, Ґрабув, Ґура-Свентей-Малґожати, Дашина, Ленчиця, Озоркув, Паженчев, Свініце-Варцьке.